# Hypochaeris cretensis
Hypochaeris cretensis là một loài thực vật có hoa trong họ Cúc. Loài này được (L.) Bory & Chaub. mô tả khoa học đầu tiên năm 1832.